# Kunstradio – Radiokunst
Kunstradio – Radiokunst ist eine wöchentliche Hörfunksendung des ORF-Kulturkanals Österreich 1 und wird sonntags ab 23.05 ausgestrahlt. Am 3. Dezember 1987 ging sie zum ersten Mal „on air“. Gegründet wurde sie von der Kuratorin, Kritikerin und Journalistin Heidi Grundmann.
Die Redaktion arbeitet mit österreichischen und internationalen Künstlern aus Bildender Kunst, Literatur, Medienkunst, Musik, Performancekunst, Netzkunst, Kunstinstitutionen, Festivals, Museen usw. intensiv zusammen. Das Medium Radio wird in seinen unterschiedlichen Ausprägungen (von Mittelwelle und Kurzwelle über FM und 5.1 Satellitenradio bis hin zu Webradio, Podcasts und Wireless-Technologien) erforscht und zum Gegenstand der künstlerischen Reflexion, zum Instrument und Kommunikationsraum. Die Sendungen finden häufig live on air und on line, sowie manchmal on site, d. h. mit einem vor Ort anwesendem Publikum, statt. Seit 1995 gibt es eine Website, die als Ankündigungs- und Dokumentationsmedium dient und bei manchen Projekten einen der vernetzten („on air-on line-on site“) Schauplätze darstellt. Der Großteil der gesendeten Radiokunstarbeiten wird extra für das Kunstradio produziert (seit 2004 auch im Format 5.1).